# Кампанія U-Boot на Середземному морі (Друга світова війна)
Кампанія U-Boot на Середземному морі (Друга світова війна) (англ. Mediterranean U-boat Campaign (World War II)) — умовна назва військово-морської кампанії, що проводилася силами підводного флоту Крігсмаріне в акваторії Середземного моря за часів Другої світової війни. Активні бойові дії між протиборчими військово-морськими силами нацистської Німеччини та західних союзників велися з 21 вересня 1941 до вересня 1943 року, тобто до капітуляції Італії та виходу її з війни. Поодинокі підводні човни Кригсмарине входили в середземноморську акваторію, де вели бойові дії проти ВМС союзників до травня 1944.
Спроби італійців нейтралізувати британську базу на Мальті не досягли успіху, в результаті чого, італійсько-німецькі конвої до Північної Африки зазнавали серйозних втрат. Це, у свою чергу, загрожувало спроможності сухопутним військам, що діяли на Африканському театрі війни воювати. У відповідь, Крігсмаріне докладало максимальних зусиль, спрямованих на ізоляцію Мальти, намагаючись зірвати графіки поставок британськими конвоями продовольства, палива та інших матеріальних засобів на острів. Після того, як союзники взяли гору, підводні човни були перенацілені на ведення боротьби з флотами противника в прибережній акваторії Південної Європи.
Близько 60 німецьких підводних човнів здійснили небезпечний прорив до Середземного моря з Атлантики в ході війни. Лише одному човну пощастило прорватися у зворотному напрямку до океану. Головнокомандувач Крігсмаріне грос-адмірал Карл Деніц, ярий прихильник підводної війни, який до того ж був командиром підводного човна SM UB-68, що був затоплений саме у Середземномор'ї в 1918 році, завжди коливався з прийняттям рішення на відправлення U-Boot до Середземного моря, але він визнав природні особливості «вузьких місць», таких як, Гібралтарська протока, й те, що ведення підводної ловитви проводити набагато ефективніше саме тут, ніж шукати союзницькі конвої у безмежжі просторів Атлантичного океану.
Підводні човни U-Boot були направлені для надання допомоги італійців, хоча багато хто з них був атакований в протоці Гібралтар (дев'ять з яких були потоплені під час спроби проходження і ще 10 були пошкоджені).